# Myoprocta pratti
Myoprocta pratti là một loài động vật có vú trong họ Dasyproctidae, bộ Gặm nhấm. Loài này được Pocock mô tả năm 1913.

## Hình ảnh

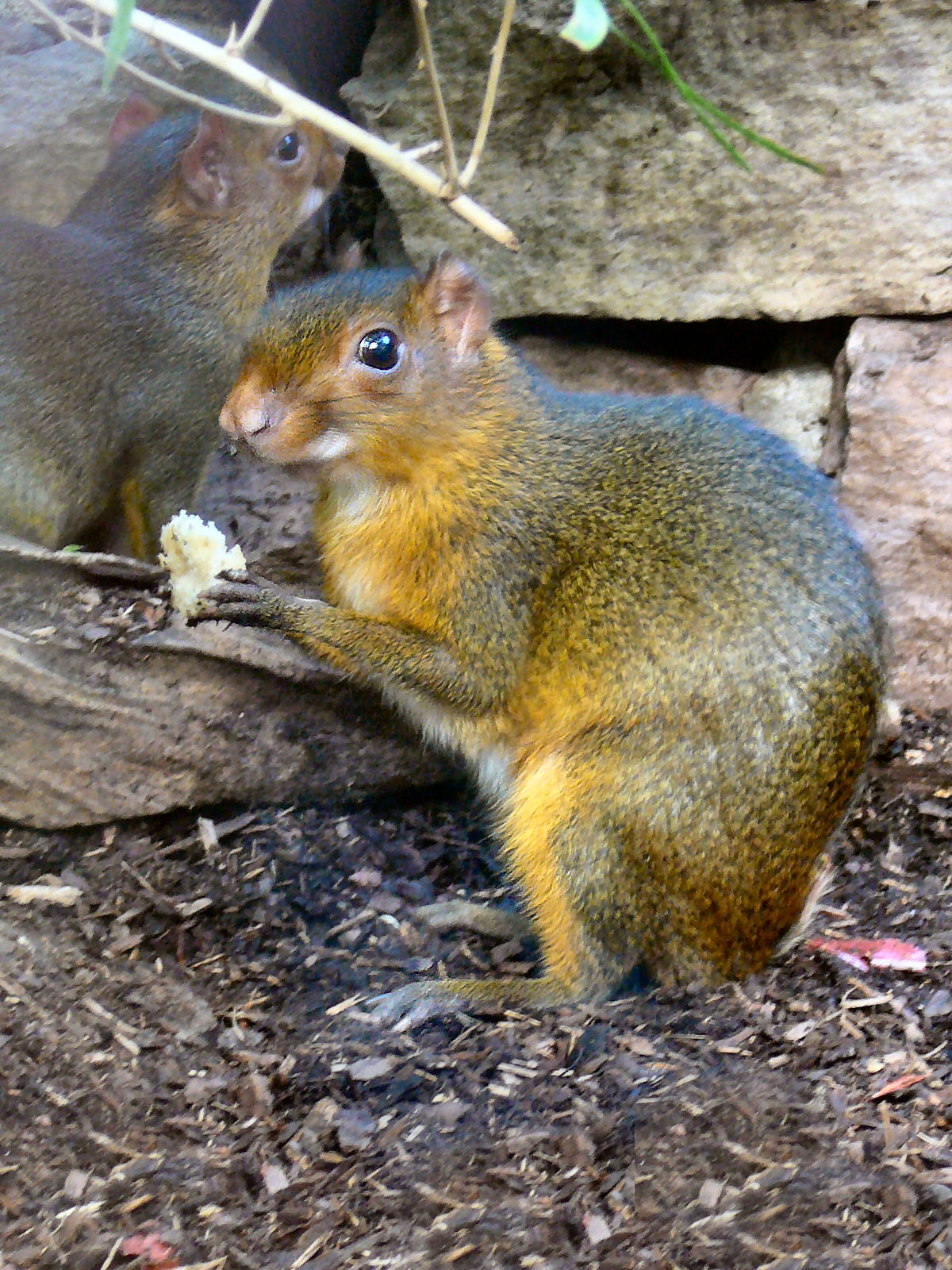
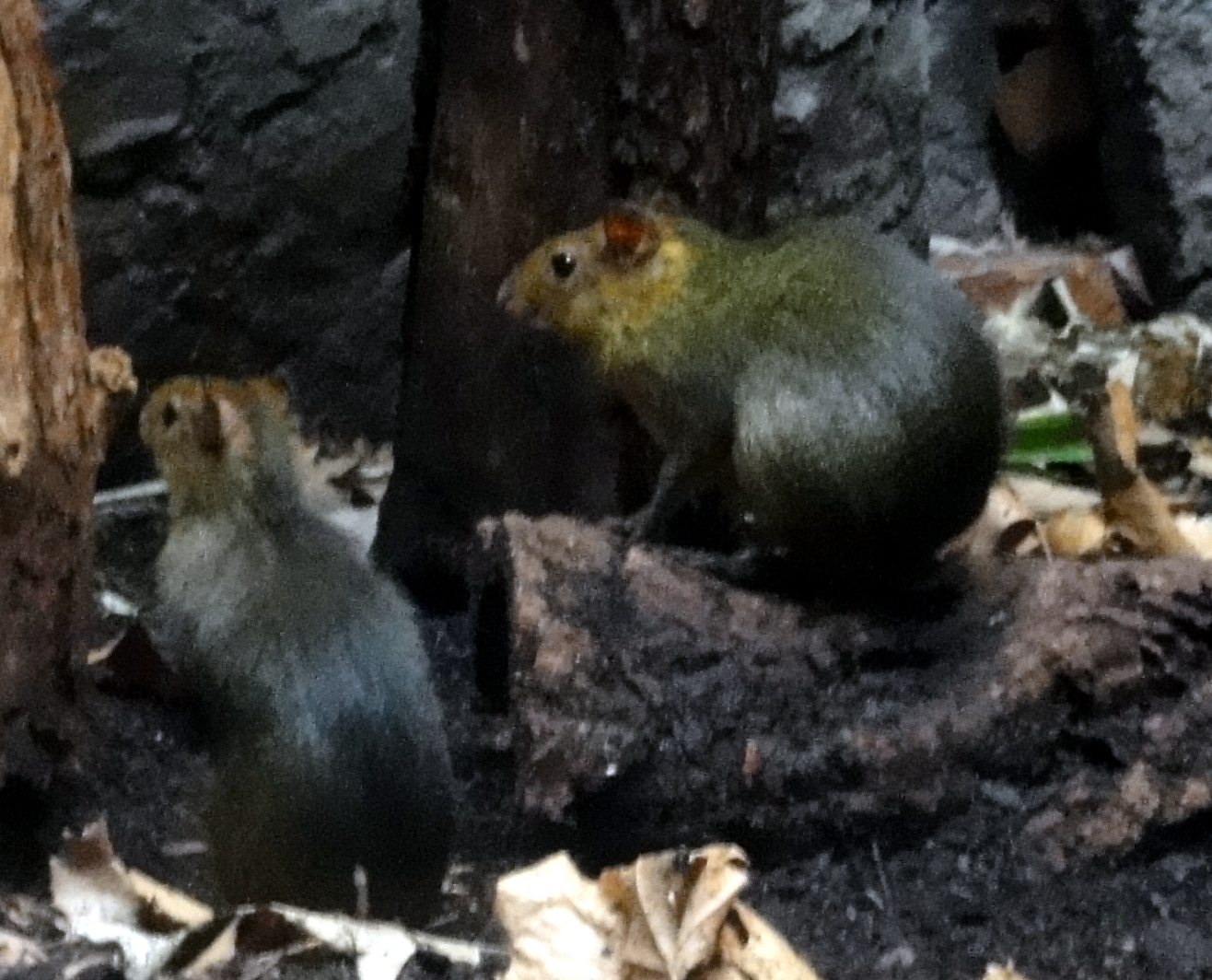
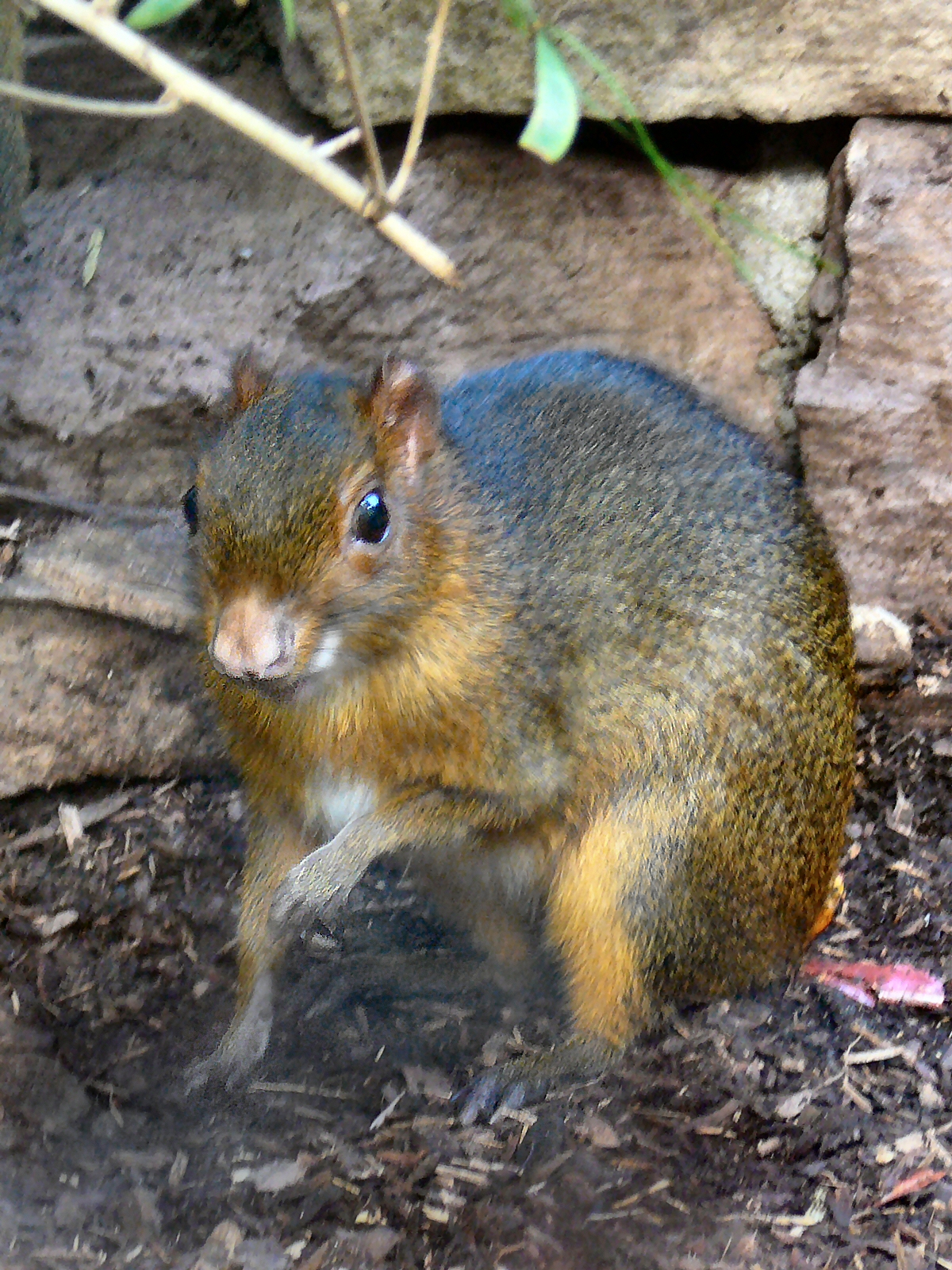